# Robert Brylewski
Robert Maksymilian Brylewski, ps. Afa, Max, Robin Goldroker (ur. 25 maja 1961 w Warszawie, zm. 3 czerwca 2018 tamże) – polski wokalista, kompozytor, gitarzysta i autor tekstów aktywny na scenach muzyki rockowej, punkowej, alternatywnej i reggae. Współzałożyciel zespołów Kryzys, Brygada Kryzys, Izrael, Armia oraz Max i Kelner, członek Deadlock, The Users i Falarek Band. Prowadził również działalność solową. Właściciel Gold Rock Studio.

## Życiorys

### Dzieciństwo
Był synem dwojga artystów Zespołu Pieśni i Tańca „Śląsk” im. Stanisława Hadyny. Wczesne dzieciństwo spędził w Koszęcinie, gdzie zespół Śląsk ma swoją siedzibę. W wieku kilku lat przeniósł się do Warszawy. Mieszkał tam, z niewielkimi przerwami, do śmierci. Uczęszczał krótko do Liceum PAX, a potem do Liceum im. Mikołaja Reja do klasy równoległej z klasą Kazika Staszewskiego i Roberta Schmidta.

### Zespół Kryzys (1978–1981)
W 1978 współtworzył zespół The Boors, który w następnym roku, po zmianach w składzie, zmienił nazwę na Kryzys. Zespół zagrał kilkadziesiąt koncertów, ale wiele nagrań (głównie podczas prób) nie doczekało się oficjalnego wydania. Wiosną 1981 francuska wytwórnia płytowa Blitzkrieg Records wydała bez zgody zespołu album Kryzys. Latem 1981 zespół zakończył działalność, koncertując przedtem w Opolu oraz na Pop Session w Sopocie.
W 1981 gościnnie występował w zespole Deadlock.

### Brygada Kryzys
Wkrótce później Brylewski i Tomasz Lipiński (wcześniej Tilt) założyli Brygadę Kryzys. Pierwszy koncert zespołu miał odbyć się w gdańskiej hali Olivia, lecz z powodu konfliktu z organizatorami (pobicie jednego z organizatorów przez Lipińskiego) i tzw.  śmiałego programu artystycznego nie doszło do  koncertu. Pierwszy koncert odbył się w warszawskiej Rivierze we wrześniu 1981, gdzie obok Brygady Kryzys zagrała po raz pierwszy w Warszawie Republika. Przed koncertem do muzyków trafiło ciasto nadziewane haszyszem, które zjadł Grzegorz Ciechowski i akustyk. Nagrany koncert (ze złą jakością dźwięku ze względu na niedyspozycyjnego akustyka) ukazał się na nielegalnie wydanej płycie Brygada Kryzys (wydanej w lutym 1982).
W listopadzie 1981 Brylewskiego ciężko pobito. 20 grudnia został zatrzymany przez Milicję Obywatelską i przewieziony na przesłuchanie do komendy mieszczącej się przy ul. Jezuickiej w Warszawie. Trafił tam za nazwanie pijanego zomowca (który wcześniej potrącił starszą kobietę) „kurwą z orzełkiem”. Gdy Brylewskiemu pozwolono zeznawać, zaczął mówić: „Panowie, ja chciałem powiedzieć, że mój tata to wysoki funkcjonariusz Ministerstwa Spraw Wewnętrznych…”, co jeszcze bardziej sprowokowało milicjantów. W wyniku symulowania schizofrenii i padaczki został wypuszczony z komisariatu.
W grudniu Brygada Kryzys próbowała pojechać na koncert do Belgradu na Dni Młodej Polskiej Subkultury, lecz w Cieszynie nie pozwolono jej na przejazd przez Czechosłowację do Jugosławii. Kilka dni później zespół poleciał samolotem do Belgradu. Koncerty stały się wielkim sukcesem, zaś twórczością Brygady Kryzys zainteresowali się promotorzy z zagranicy. W wyniku wprowadzenia stanu wojennego nie została nagrana płyta w Jugosławii oraz nie doszła do skutku trasa koncertowa w Holandii. W lutym zespół nie zgodził się na granie koncertów organizowanych przez organizacje polityczne i milicyjne pod nazwą Brygada K.. W marcu 1982 Tonpress w celu przetestowania sprzętu zaprosił zespół na nagranie kilku utworów, w wyniku czego zespół wydał album Brygada Kryzys. Płyta postrzegana jako pierwszy oficjalny album punkrockowy w Polsce, jest uznawana za jedną z najważniejszych płyt w historii polskiej muzyki rozrywkowej. Brygada Kryzys zakończyła działalność jesienią 1982.

### Izrael i Armia

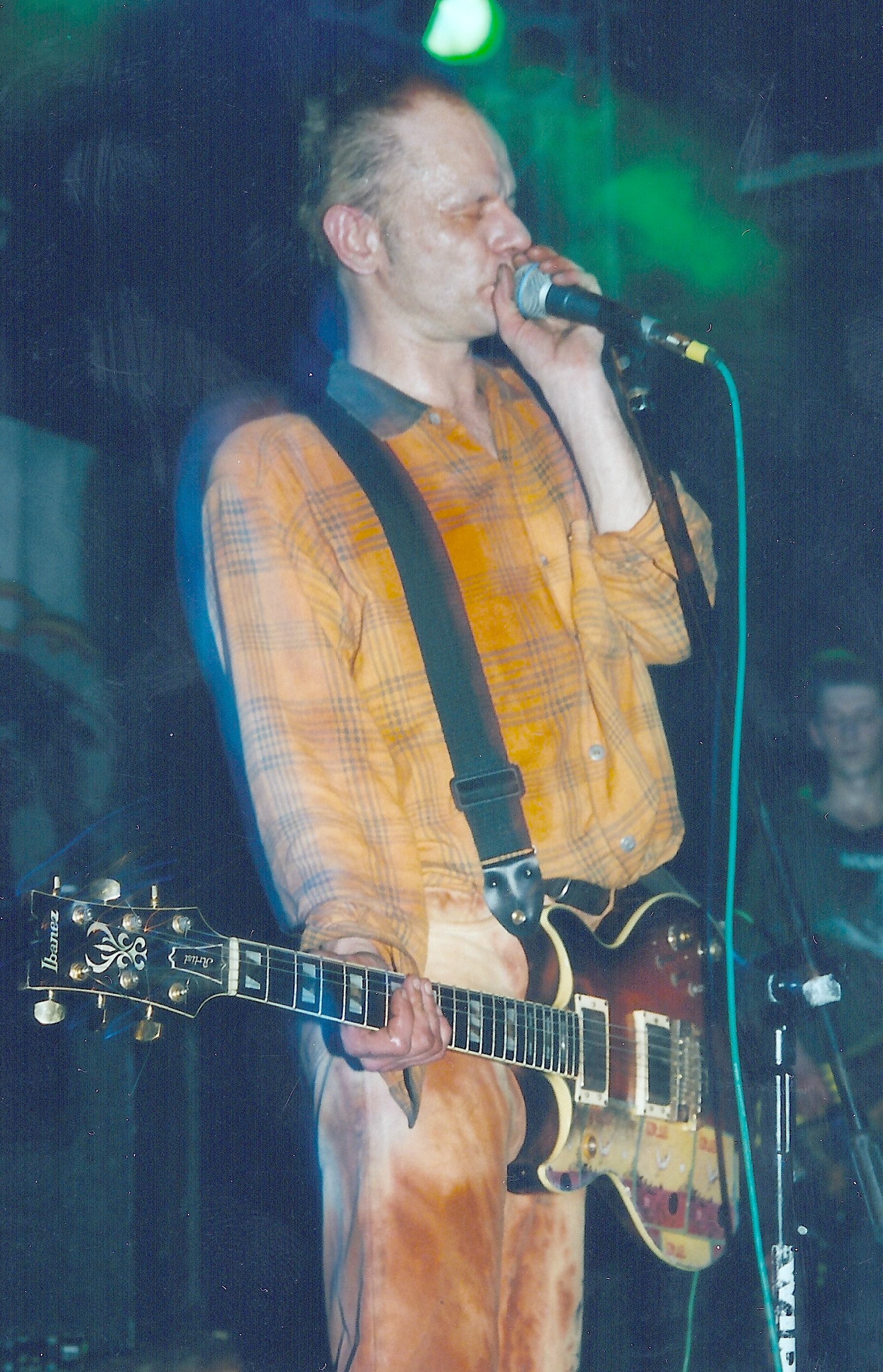
Robert Brylewski

Wiosną 1983 założył zespół Izrael, który stał się jednym z pierwszych polskich zespołów grających reggae. W maju 1983 Izrael wydał album Biada, biada, biada, ale płyta ukazała się na rynku w 1985. W 1986 wydał album Nabij faję, a w 1987 Duchowa rewolucja, vol. 1. Po zmianach w składzie Izrael w 1990 nagrał materiał na nowy album w Londynie, a w 1994 zawiesił działalność.
Podczas grania w Izraelu zainteresował się Biblią.
Równolegle do działalności Izraela Brylewski grał od 1985 w Armii. Zespół powstał z inicjatywy Brylewskiego i Tomasza Budzyńskiego (wcześniej Siekiera). Na bazie punk rocka oraz muzyki hardcore Armia w nowatorski sposób wplatała inspiracje rockiem symfonicznym, heavy metalem, muzyką klasyczną i muzyką etniczną. Brylewski występował w Armii do 1993, nagrał z zespołem albumy: Armia, Legenda, Czas i byt, a także koncertowy Exodus.
W drugiej połowie lat 80. wyjechał do Londynu, gdzie pracował na budowie jako stolarz.

### Działalność w latach 90.
W 1990 wraz ze znanym z Deutera Pawłem „Kelnerem” Rozwadowskim rozpoczął tworzenie muzyki elektronicznej z wykorzystaniem samplingu. W wyniku współpracy z Rozwadowskim powstał projekt Max i Kelner, który wydał album Tehno Terror. Po zagraniu kilkunastu zagranicznych koncertów zakończono projekt, który w 2007 reaktywowano.
W 1991 reaktywowano (w zmienionym składzie) Brygadę Kryzys. W 1992 ukazał się album Cosmopolis. Coraz rzadziej koncertujący zespół zakończył działalność w 1994.
W 1993 współtworzył Falarek Band, jednak po wydaniu albumu Falarek (1996) aktywność zespołu zanikła. Od końca lat 90. współtworzył efemeryczne yassowe zespoły: The Users (ze Świetlickim, Tymańskim, Olterem, Kurtisem i Trzaską), Dyliżans czy Poganie (grupa założona przez Brylewskiego i Tymańskiego).
W 1996 pracował nad dźwiękiem w filmie Słodko gorzki.
Swoim nazwiskiem sygnował dwie płyty z muzyką elektroniczną: Warsaw Beat (1998) i Warsaw Beat II (2004).
Był realizatorem muzycznym i właścicielem Gold Rock Studio (później Złota Skała) działającego w latach 1991–1997. Studio prócz nagrywania zajmowało się także wydawaniem płyt kompaktowych i kaset magnetofonowych. Obowiązki tej firmy przejęły inne firmy: Biodro Records, W Moich Oczach, Tone Industria i Pop Noise. Od końca lat 90. XX w. tworzył także komputerowe animacje do teledysków w swoich projektach.

### Czasy najnowsze
Wspierał kampanię społeczną „Muzyka Przeciwko Rasizmowi” Stowarzyszenia „Nigdy Więcej”. Pod patronatem tej akcji ukazał się album Świat Czarownic i Robert Brylewski (2002).
W 2002 wraz z Konradem Januszkiem współtworzył studyjny projekt 52um. W 2008 ukazał się debiutancki album projektu pt. 52um, a w 2010 powstał album Superego.
W 2003 reaktywowano Brygadę Kryzys. Ze starego składu oprócz Brylewskiego grał Tomasz Lipiński. W 2003 rozpoczęły się pracę nad nowym albumem (roboczy tytuł Eurocrisis), jednak płyta nie ukazała się. W 2006 reaktywowano zespół Izrael, który początkowo działał pod nazwą Magnetosfera. W 2008 ukazał się album Izraela Dża ludzie. W 2008 reaktywowano zespół Kryzys, który w marcu 2006 zagrał jednorazowy koncert w warszawskim klubie CDQ. W maju 2010 ukazał się album Kryzys komunizmu zawierający nowe utwory Kryzysu i stare piosenki w nowym wykonaniu.
Przez kilkanaście lat był związany z gdańską sceną alternatywną.
W 2010 startował w wyborach samorządowych do Rady m.st. Warszawy reprezentując Komitet Wyborczy Wyborców Gamonie i Krasnoludki. Zdobył 601 głosów, czyli blisko 50% głosów oddanych na jego listę w okręgu wyborczym.
W 2011 świętował 30-lecie kariery muzycznej w Nadbałtyckim Centrum Kultury w Gdańsku. W 2012 ukazała się autobiografia muzyka pt. Kryzys w Babilonie (w formie wywiadu przeprowadzonego przez Rafała Księżyka).

### Śmierć
Na początku 2018 na warszawskiej Pradze został dotkliwie pobity, w wyniku czego był poddany skomplikowanemu leczeniu szpitalnemu. Wrócił do domu, jednak po jakimś czasie wymagał operacji, która miała bezpośredni związek z pobiciem. Trafił do szpitala przy ul. Szaserów w Warszawie, będąc w stanie śpiączki. Znajdował się w niej przez kilka tygodni i już się z niej nie wybudził. Zmarł 3 czerwca 2018, w wyniku problemów z krążeniem i zatrzymania akcji serca. 15 czerwca 2018 po pogrzebie o charakterze świeckim jego prochy zostały pochowane na Cmentarzu Wojskowym na Powązkach w Warszawie (Q kolumbarium 1-1-7).
13 maja 2021 sprawca pobicia Brylewskiego został skazany na 13 lat pozbawienia wolności. Podczas ataku na muzyka był pod wpływem alkoholu i narkotyków.

## Życie prywatne
W 1983 poznał Vivian Quarcoo, jazzową wokalistkę o w połowie ghańskich korzeniach, i zaprosił ją do występowania ze świeżo utworzonym Izraelem. Po kilku miesiącach zostali parą. W końcu lat 80. zamieszkał z rodziną i przyjaciółmi w Stanclewie na Warmii, gdzie poza działalnością artystyczną zajmował się rolnictwem.
W połowie lat 90. związek z Quarcoo zaczął przechodzić kryzys. Próbą jego ratowania było wzięcie ślubu w 1996, ale w 2001 małżeństwo zakończyło się rozwodem. Miał dwie córki: Sarę i Ewę. W 2012 został dziadkiem.
W początkach XXI w. mieszkał w Poznaniu. W 2006 kupił mieszkanie we Wrzeszczu.

## Odznaczenia
- Krzyż Kawalerski Orderu Odrodzenia Polski – 2018, pośmiertnie[22]

## Wpływ na kulturę
Jego wczesne dokonania muzyczne z przełomu lat 70. i 80. XX wieku (Kryzys oraz Brygada Kryzys założona z Tomkiem Lipińskim z Tiltu) tworzą klasykę polskiej muzyki niezależnej. Twórczością Brylewskiego inspirowali się m.in.: Muniek Staszczyk, Kazik Staszewski, Krzysztof 'Grabaż' Grabowski, Tymon Tymański, Wojtek Mazolewski.

## Dyskografia
Kryzys
- Kryzys (1981) – bootleg wydany we Francji
- 78–81 (1994)
- Kryzys komunizmu (2010)

Brygada Kryzys
- Brygada Kryzys (1982) – płyta koncertowa wydana w Anglii, bootleg
- Centrala (1982) – singel
- Brygada Kryzys (1982, reedycja 1991)
- Cosmopolis (1992)
- Live in Remont ’93 (1996)
- Koncerty w Trójce vol. 4 – Brygada Kryzys XXX Live (2013)

Izrael
- Biada, biada, biada (1985)
- Nabij faję (1986)
- Nie poddawaj (1986) – singel
- Duchowa rewolucja vol. 1 (1987)
- 1991 (1991)
- Duchowa rewolucja vol. 2 (1991)
- Życie jak muzyka – Live ’93 (1994) – album koncertowy
- Izrael in Dub (1997)
- Dża ludzie (2008)

Armia
- Aguirre (1987) – singel
- Antiarmia (1988)
- Legenda (1991)
- Exodus (1992)
- Czas i byt (1993)
- Freak (2009)

Max i Kelner
- Tehno Terror (1992)

Falarek Band
- + + + (1996) – EPka
- Falarek (1996)

solowe
- Warsaw Beat (1997)
- Warsaw Beat 11/12 2004 (2004)

The Users
- Nie idź do pracy (1999) – album koncertowy

Świat Czarownic i Robert Brylewski
- Świat Czarownic i Robert Brylewski (2002)

52UM
- 52UM (2008)
- Superego (2010)
- Introversja (2013)

Ziggie Piggie
- Old Songs (2009)

gościnnie
- Ambition (Deadlock; 1981)
- 1987 (Deuter; 1988)
- Róża (Maanam; 1994)

kompilacje i trybuty
- Fala (1985)
- Jak punk to punk (1988)
- Dolina Lalek: Tribute to Kryzys vol. 1 (2003)
- Dolina Lalek: Tribute to Kryzys vol. 2 (2006)
- Gwiazdy polskiej muzyki lat 80. – vol. 2 (album różnych artystów) (2008)

## Filmografia
Jako aktor
- Słodko gorzki
- Jam Osjan
- Polskie gówno (2015) jako Stan Gudeyko

Jako on sam
- Koncert (1982)
- I Could Live in Africa (1983)
- Nieobecny news czyli 24 godziny z życia Marty Maro (1986)
- Moja krew, twoja krew (1986)
- Exodus. Robert Brylewski (1997)
- Hybrydy (2002)
- Historia polskiego rocka (2008)
- Jarocin. Po co wolność (2016, film dokumentalny, reżyseria: Leszek Gnoiński, Marek Gajczak)[26]

Muzyka do filmu
- Koncert (1982)
- Zaścianek - fenonen polski (1995)
- Prawdziwy ojciec chrzestny (1998)
- Cena prawdy (2001)
- Polskie gówno (2015)
- Fugazi. Centrum wszechświata (2016; reżyseria: Leszek Gnoiński)